# 倒計時

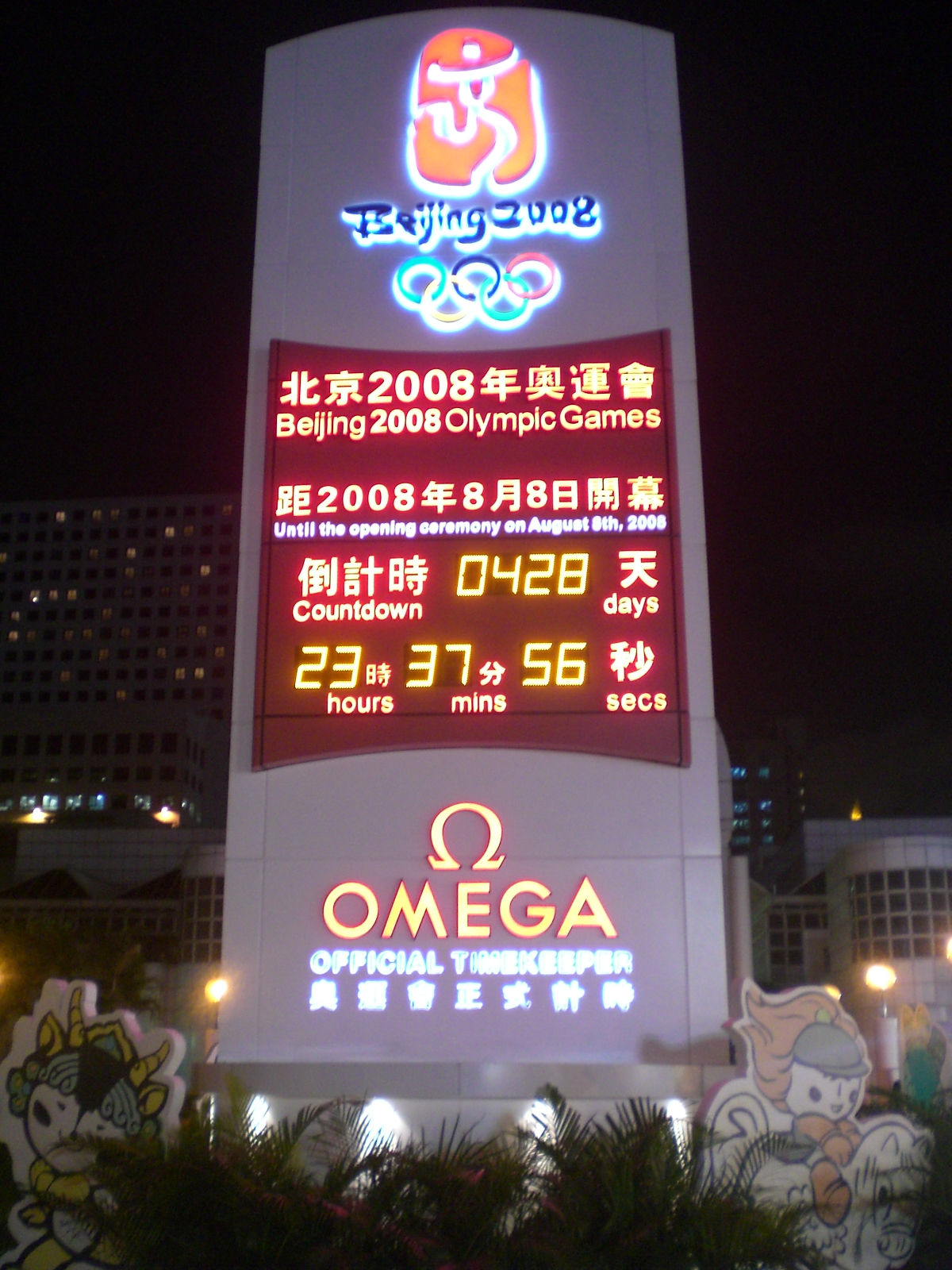
北京奥運会开幕前的倒計時显示屏

倒计时（英語：Countdown）又称“倒數”，指用计时方式以時間減少直到計時器为零或停止的形式。常見的倒數形式是以秒為單位的。
倒计时可以運用在各個方面，例如跨年慶祝活動、火箭升空、引爆定時炸彈、開工儀式及交通號誌等。

## 倒計時板
各城市舉辦奥運，設有倒計時，並在100日前進行大型倒數活動。

## 電子遊戲
街機遊戲出現的數字倒數，投幣後方可接關。

## 例子

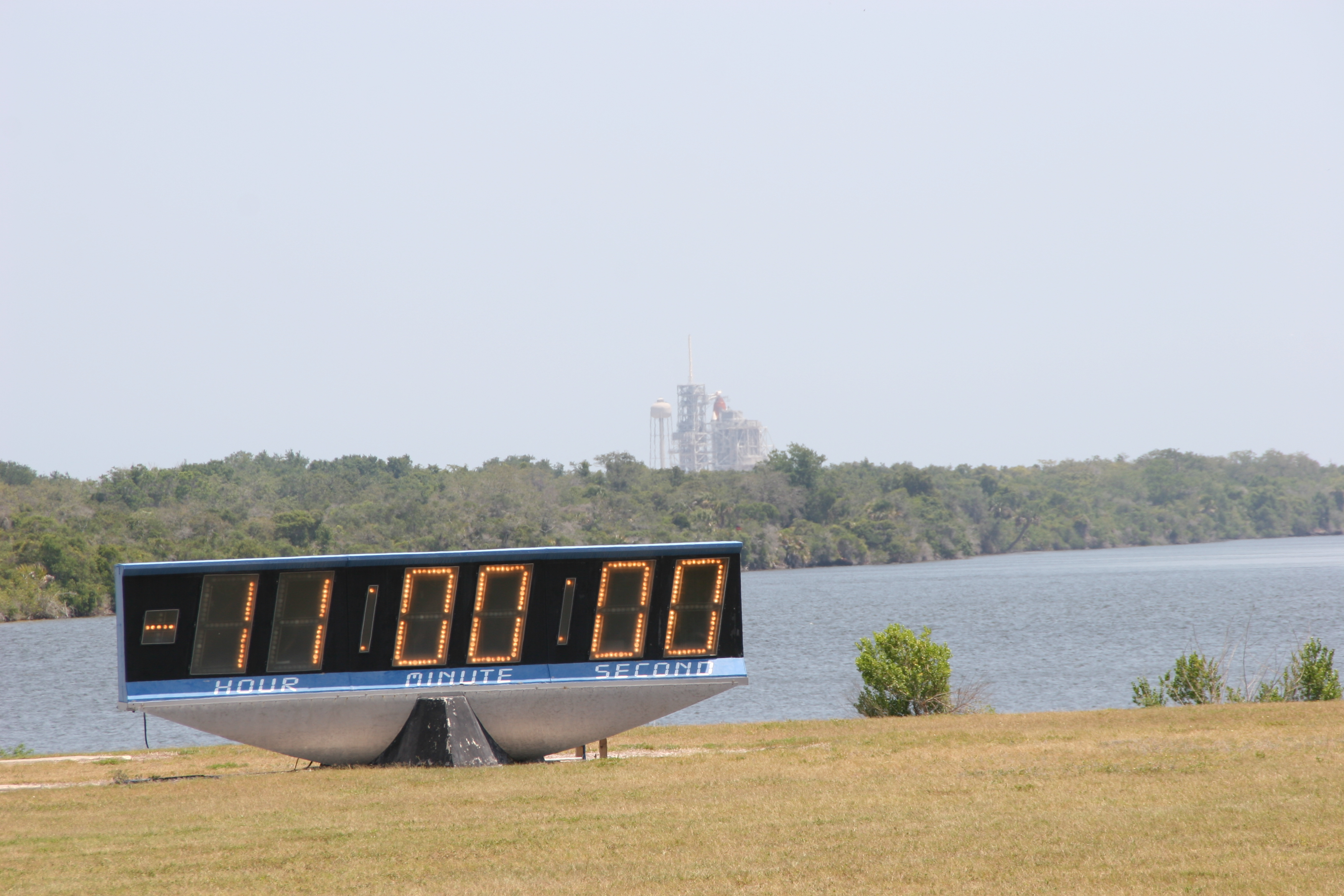
美國太空總署肯尼迪航天中心的倒計時

- 迎接生日聯歡會
- 聖誕節
- 跨年
- 奧運會
- 穿梭機發射升空
- 籃球運動的投籃計時鐘
- 棒球運動的投球時鐘